# Toufen
Toufen (chinesisch 頭份市, Pinyin Tóufèn Shì) ist eine Kreisstadt mit etwa 100.000 Einwohnern in der Republik China auf Taiwan. Sie ist die einwohnerstärkste Stadt des Landkreises Miaoli.

## Beschreibung
Toufen liegt im Binnenland, jedoch ist die Küste nur etwa 2,5 Kilometer von der westlichen Stadtgrenze entfernt. Die angrenzenden Gemeinden sind im Westen Zhunan, im Südwesten Zaoqiao und im Osten Sanwan – alle im Landkreis Miaoli. Im Norden und Nordosten bildet die Stadtgrenze auch die Grenze zum benachbarten Landkreis Hsinchu und den dort gelegenen Gemeinden Baoshan und Emei. Durch das Stadtgebiet fließt in Ost-West-Richtung der Fluss Zhonggang (中港溪). Das Stadtgebiet umfasst 53,3209 km² und macht damit 2,93 % der Fläche des Landkreises Miaoli aus.

## Geschichte
Bis zum 18. Jahrhundert war die Gegend ausschließlich von taiwanisch-indigenen Völkern – Pingpu-Ethnien, 平埔族 wie den Taokas (道卡斯族), sowie Saisiyat und Atayal besiedelt. Die Einwanderung von Han-Chinesen vom chinesischen Festland begann zur Regierungszeit des Kaisers Qianlong (1735 bis 1796). Die indigene Bevölkerung wurde danach allmählich assimiliert oder ins östliche Bergland abgedrängt.

Im Jahr 2015 überschritt Toufen die 100.000-Einwohnermarke und wurde am 5. Oktober 2015 von einer Stadtgemeinde (鎮,  Zhèn) zu einer Stadt (市,  Shì) erhoben.

## Bevölkerung
Die Stadtbevölkerung besteht zu etwa 90 Prozent aus Angehörigen der Hakka-Volksgruppe.

## Verkehr
Das Stadtgebiet wird durch die in nordnordöstlicher Richtung verlaufende Nationalstraße 1 durchquert. Am westlichen Stadtrand verläuft in Nord-Süd-Richtung die Provinzstraße 13 und im Nordwesten die Provinzstraße 1. Ein Eisenbahnanschluss besteht in der östlichen Nachbargemeinde Zhunan.

## Bildungseinrichtungen
In Toufen befindet sich das Asien-Pazifik-Institut für Kreative Technologie (chinesisch 亞太創意技術學院).

## Administration

Stadtteile von Toufen (die Nummerierung entspricht der nebenstehenden Aufzählung)

Toufen ist in 32 Stadtteile (里, Lǐ) untergliedert.

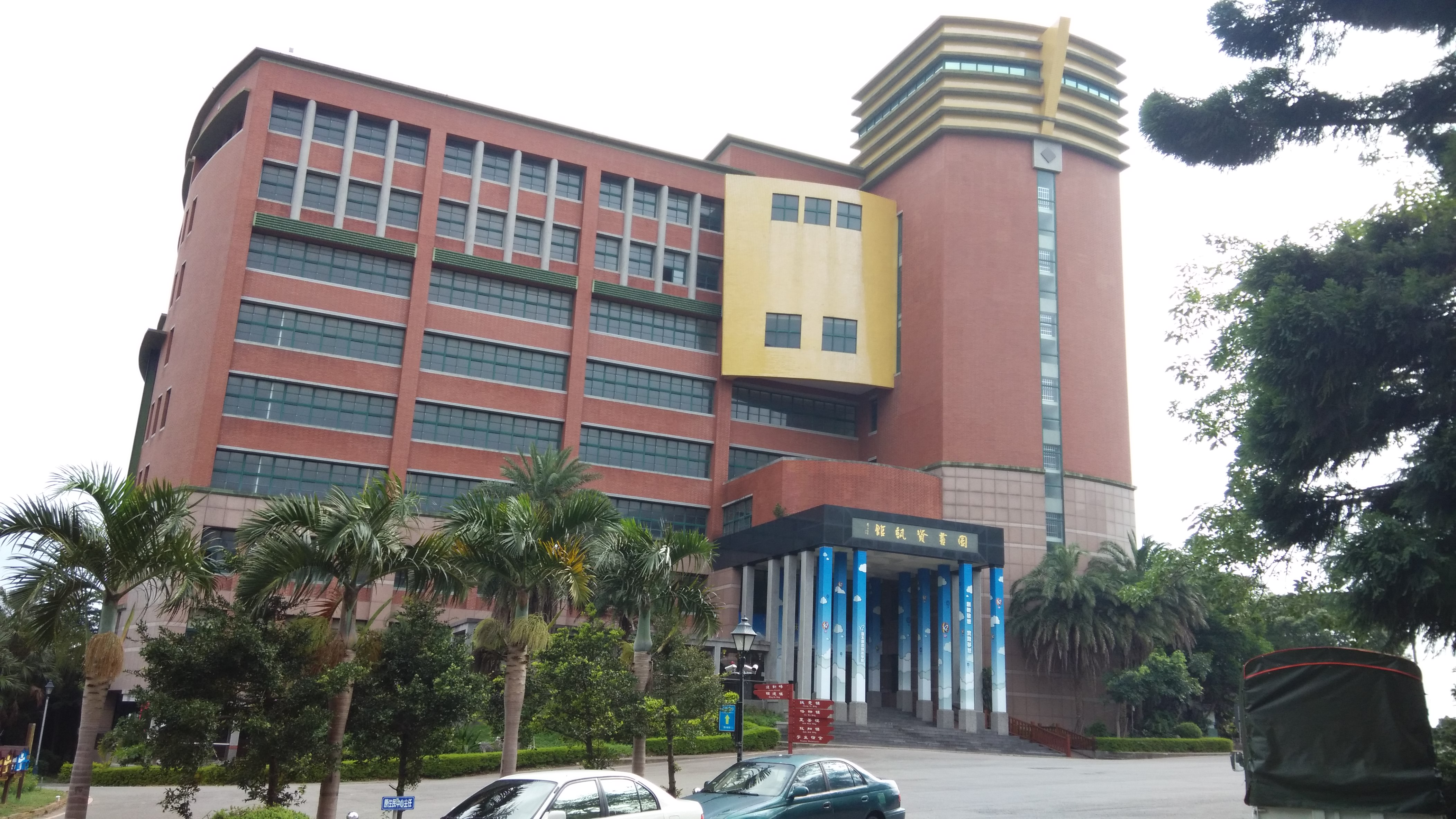
Asien-Pazifik-Institut für Kreative Technologie

1. Ziqiang (自強里)

2. Hexing (合興里)

3. Xinyi (信義里)

4. Heping (和平里)

5. Minzu (民族里)

6. Zhongxiao (忠孝里)

7. Dongzhuang (東庄里)

8. Chenggong (成功里)

9. Minquan (民權里)

10. Luzhu (蘆竹里)

11. Shangbu (上埔里)

12. Ren’ai (仁愛里)

13. Xinglong (興隆里)

14. Liudong (流東里)

15. Xiaxing (下興里)

16. Shanhu (珊湖里)

17. Toufan (頭份里)

18. Shangxing (上興里)

19. Douhuan (斗煥里)

20. Tianliao (田寮里)

21. Shanxia (山下里)

22. Jianguo (建國里)

23. Xinhua (新華里)

24. Lankeng (濫坑里)

25. Tuniu (土牛里)

26. Minsheng (民生里)

27. Jianxia (尖下里)

28. Jianshan (尖山里)

29. Houzhuang (後庄里)

30. Guangxing (廣興里)

31. Pantao (蟠桃里)

32. Wenhua (文化里)

## Sehenswürdigkeiten und Besonderheiten
Im Stadtgebiet befinden sich mehrere sehenswerte Tempel (‘Dahua-Tempel’ 大化宮, ‘Sonnentempel’ 太陽宮, ‘Yongzhen-Tempel’ 永貞宮, ‘Yimin-Tempel’ 義民廟).
Im südlichen Stadtteil Guangxing (廣興里) findet sich der Lukunteng-Wanderweg (鹿廚坑步道) durch reizvolles hügeliges Parkland. Am 8. April findet jährlich ein Hakka-Kulturfestival (八客家文化節) statt.
Landwirtschaftliche Spezialitäten der Gegend sind der hier geerntete Oolong-Tee, verschiedene Honig-Produkte, Wendan-Pampelmusen (文旦柚), Jianshan-Reisnudeln (尖山米粉) und Gao Jieli-Birnen (高接梨), die durch Pfropfen von Bergbirnenzweigen auf Obstbaumstämme im Tiefland erzeugt werden.